# Franklin (Peanuts)
Franklin è un personaggio delle strisce a fumetti dei Peanuts, in cui esordì il 31 luglio 1968.

## Genesi
L'idea di introdurre un personaggio di colore nacque in seguito alla corrispondenza tra Schulz e Harriet Glickman, una maestra di scuola elementare bianca. La Glickman riteneva che bisognasse fare qualcosa contro la discriminazione razziale anche nei fumetti. Schulz, d'accordo in linea di principio, temeva che il suo personaggio potesse risultare fasullo e quindi di essere accusato di averlo introdotto per fini riparativi e pietistici dalla stessa comunità nera. Solo dopo un lungo scambio epistolare con l'insegnante, e dopo avere avuto un riscontro positivo anche da parte di membri della comunità nera tramite la stessa Glickman, decise di introdurre questo personaggio.

## Caratteristiche
Il suo nome completo è Franklin Armstrong. Conosce Charlie Brown in spiaggia e scopre di essere suo concittadino, ma di non conoscerlo perché vanno in scuole differenti. Charlie Brown e Franklin condividono molti interessi, tra cui il baseball; successivamente, Franklin entrerà nella squadra di baseball di Piperita Patty.
È compagno di classe di Marcie, Piperita Patty e Roy, oltre che amico di Charlie Brown, e contrariamente agli altri personaggi, mostra poche ansie e ossessioni. A un certo punto si scopre che il papà di Franklin si trova in Vietnam a combattere, fatto molto importante per l'epoca.